# フェリペ・ナテル
フェリペ・ナテル（Felipe Natel、1989年4月18日 - ）は、ブラジル出身の野球指導者、元アマチュア野球選手（投手）。2025年より、福岡ソフトバンクホークスで四軍投手コーチを務める。

## 経歴
ブラジルで生まれ育ち、地元の高校卒業後の2007年にチアゴ・マガリャエスと共に来日してヤマハに入社した。3年目の2009年からチームの主力として活躍し、2016年の第42回社会人野球日本選手権大会では初優勝に貢献した。
2022年には、ワールド・ベースボール・クラシック予選のブラジル代表に選出された。
2023年より投手コーチ兼任となった。
2024年12月13日に現役を引退し、2025年より福岡ソフトバンクホークスの四軍投手コーチに就任することが発表された。登録名は中黒を含まない「フェリペ ナテル」。

## 人物
日本語、ポルトガル語、スペイン語を話すことができる。

## 詳細情報

### 背番号
- 024（2025年 - ）

### 代表歴
- 2023 ワールド・ベースボール・クラシック ブラジル代表